# Monetazione di Nuceria Alfaterna
La monetazione antica di Nuceria Alfaterna riguarda le monete coniate nella antica Nuceria Alfaterna, una città della Campania antica, corrispondente all'attuale Nocera Superiore
La città si trovava sulla Via Popilia ed era la più importante città della zona. Nel IV secolo a.C. la città divenne oggetto delle mire dei Sanniti che la conquistarono.
Durante la seconda guerra punica, divenne uno dei principali obiettivi di Annibale: nel 216 a.C. fu distrutta dal generale cartaginese. Dopo la guerra la popolazione nucerina fu trasferita ad Avella mentre i romani si adoperarono per la ricostruzione della città.
Divenuta municipium Nuceria Alfaterna fu iscritta alla tribù Menenia.
In epoca triumvirale (42 a.C.) l'appellativo Alfaterna fu sostituito da Costantia, dando, così, alla città il nome di Nuceria Costantia.
Dopo la seconda guerra punica anche Nuceria, come peraltro la maggior parte dei centri dell'Italia definitivamente romana, non coniò più monete proprie e usò la monetazione romana, incentrata sul denario.

## Catalogazione
Per la monetazione di Nuceria Alfaterna non è stato pubblicato un testo specificamente dedicato.
Esiste uno studio di Renata Cantilena, intitolato La monetazione di Nuceria Alfaterna pubblicato nel 1994 nel volume a cura di Antonio Pecoraro Nuceria Alfaterna e il suo territorio Dalla fondazione ai Longobardi, volume II pagine 9-20.
È usato anche quello pubblicato da Arthur Sambon, uno studioso francese, dal titolo "Les monnaies antiques de l'Italie", ed uscito a Parigi nel 1903 (pagine 378-383). Il libro, tratta, nonostante il titolo, solo parte dell'Italia antica, praticamente l'Italia centrale e la Campania. Le monete pertinenti a Nuceria Alfaterna sono numerate da 1005 a 1012 (monete d'argento) e da 1013 a 1015 (monete di bronzo). La distinzione nelle monete argentee è in base al testo della legenda mentre per le monete enee sono distinti due tipi, il primo con al rovescio i Dioscuri e il secondo con un cane, numerati rispettivamente 1013 e 1014/1015. Nei cataloghi si trova quindi un riferimento del tipo "Sambon" seguito dal numero.
In Historia Numorum - Italy, un testo pubblicato in Gran Bretagna nel 2001 a cura di un gruppo di numismatici coordinato da Keith N. Rutter, sono considerati solo i tipi principali. Nei cataloghi si trova un riferimento del tipo "HN" o "HN Italy" seguito dal numero: 608 per il didracma d'argento e 609 per il bronzo con i Dioscuri al rovescio e 610 per quello con al rovescio il cane.
Altre fonti di catalogazione sono le Sylloge Nummorum Graecorum. In genere sono usate le più recenti o più diffuse, come quella dell'American Numismatic Society, quella di Copenaghen e quella di Francia. Nei cataloghi si trova un'indicazione abbreviata della Sylloge, del tipo "ANS", "Cop.", "France" o "Morcom", seguita dal numero della moneta raffigurata. Ad esempio per il didracma presente nella collezione dell'American Numismatic Society si può trovare l'indicazione SNG ANS 560 oppure solo ANS 560. Un esemplare della moneta in bronzo è presente nella SNG Morcom, che illustra la collezione di , dedicata ai bronzi dell'Occidente greco. Si tratta del tipo con il cane, catalogata al numero 182.

## Contesto storico
La città di Nuceria Alfaterna nasce come insediamento etrusco, coeva ad insediamenti come Capua, Nola, Pompei, Stabia, Fratte.
Si inquadra nel fenomeno della colonizzazione etrusca della Campania, avvenuta come risposta alla colonizzazione Greca. Gli etruschi si fusero con le popolazioni locali, osche e sarrastre (o sarraste), dando vita, lungo un'importante ed obbligata via di transito, al primo nucleo di quella che sarebbe stata un'importante e florida città.
Dopo le sconfitte etrusche in Campania nelle guerre contro i greci, la città passa sotto il dominio sannita.
Agricoltura e commercio resero, così, molto ricca la città, che durante il V-VI secolo fu a capo della Confederazione Sannitica Meridionale, comandando su città quali Pompei (che rimase suo porto fino praticamente al disastro del 79 d.C.), Stabiae e Sorrento.
La ricchezza della città, oltre che dalla fertilità dei suoli, arriva dalla peculiarità del suo sottosuolo, da cui si estrae il tufo grigio (la nocerite).
Nel 90 a.C., durante le guerre sociali il territorio intorno alla città viene devastato dalle truppe di Gaio Papio Mutilio, mentre Floro, aggiunge la notizia di una distruzione anche della città.
Divenuta municipium Nuceria Alfaterna fu iscritta alla tribù Menenia.
In epoca triumvirale (42 a.C.) l'appellativo Alfaterna fu sostituito da Costantia, dando, così, alla città il nome di Nuceria Costantia.

## Contesto monetario
L'emissione numismatica nocerina si può inquadrare cronologicamente intorno alla metà del III secolo a.C. Le date delle emissioni variano secondo gli autori, ma comunque si collocano tutte nel periodo che corre dal 290 al 211 a.C., cioè da quando Nuceria è oramai tra i socii alla nascita del denario.
Sambon, Head propongono come data più alta il 280 a.C., mentre Rutter propende per un periodo abbastanza stretto: 250-225 a.C.; periodo già proposto in precedenza da Rutter in una sua precedente pubblicazione. Quindi Nuceria avrebbe coniato in un periodo posteriore alle prime emissioni dei centri della Campania settentrionale (Cales, Suessa, Teanum e altre). Queste emissioni sono contemporanee alle prime emissioni romane, le cosiddette monete romano-campane e indicano anche i rapporti tra le varie popolazioni presenti nell'area: greche, sannite e latine.
Mentre molte città della Campania settentrionale producono monete, le uniche emissioni note per la Valle del Sarno sono quelle attribuite a Nuceria, si è ipotizzato quindi che tale città avesse assunto un ruolo dominante sugli altri centri (creando una sorta di moneta confederele).
La zecca di Nuceria Alfaterna si trova relativamente isolata nella Campania meridionale. Il centro più vicino che aveva emesso monete in antichità era quello di Hyria, la cui monetazione è collocata alla fine del V secolo e che aveva terminato le sue coniazioni intorno alla metà del IV.
Poco prima dello scoppio della seconda guerra punica, nel 218 a.C., la monetazione aurea ed argentea delle colonie greche della penisola italiane era cessata e si nota, dai ritrovamenti, una significativa penetrazione dell'argento di Roma, collegato a una crescente produzione, fino alla Campania meridionale.
Con l'arrivo di Annibale, alcune comunità, avendo rotto i rapporti con Roma, batterono moneta in tutti e tre i metalli per finanziare le loro spese.
In Campania queste comunità furono, oltre Capua, le città di Atella e Calatia. Queste città coniarono monete con le indicazioni di valore, con le stesse modalità in uso a Roma e, in precedenza, negli altri centri dell'Italia centrale. Delle tre città solo Capua emise monete in metallo prezioso.
Contemporaneamente ricominciarono a coniare anche Tarentum e Metapontum, che non avevano più coniato da ca. il 240 a.C. Questi centri batterono monete in argento con un piede monetario simile a quello dello shekel punico.
Nell'Italia meridionale ci furono altre emissioni: la monetazione dei Brettii, quella dei Lucani, Petelia e di Cosentia.
In anni successivi alla metà del III secolo il fenomeno della coniazione congiunta di centri campani e sannitici non investi i nucerini.

## Monete
Le monete sicuramente di Nuceria Alfaterna sono quelle con il nome della città NUVKRINUM ALAFATERNUM, le iscrizioni ARASNEI o ARNRNSNEI e RGVINUM RA//...ANUM scritte in alfabeto osco con scrittura retrograda, cioè da destra a sinistra. La maggior parte di queste monete sono in bronzo.
Circa la divinità ritratta nel verso delle monete in passato si riteneva che si trattasse di Epidio Nucerino, una divinità nota da un passo di Svetonio:
(Gaio Svetonio Tranquillo, De Grammaticis, 28)
Il passo sembra combaciare alla perfezione con la divinità cornuta presente sulle monete. Tuttavia le divinità fluviali si identificano spesso con i tori e l'uomo ritratto sulle monete di Nuceria ha corna da caprone.
Per questo motivo l'ipotesi più accreditata è quella formulata dall'Aebisscher, che si tratti dell'Apollo Karneios.

### Argento
Le moneta d'argento coniate a Nuceria sono didrammi che contiene la legenda  (NUVKRINUM ALAFATERNUM retrogrado in alfabeto osco), per un totale di 91 esemplari rinvenuti.
Queste monete presentano al dritto la testa cornuta di Apollo, volta a sinistra.
Al rovescio è raffigurato un Dioscuro che regge uno scettro e le redini di un cavallo posto alle sue spalle.
Il peso è tra i 7,20 ed i 7,30 grammi.

### Bronzo
Le monete di bronzo presentano iscrizioni ARASNEI o ARNRNSNEI e RGVINUM RA//...ANUM che possono essere rappresentate su di uno o entrambi i lati.
Queste monete presentano al dritto la testa cornuta di Apollo, volta a sinistra.
Al rovescio sono raffigurati i Dioscuri al galoppo di due cavalli, un toro o un cane da caccia.
Le monete di bronzo presentano un peso che varia dai 3 ai 6 grammi.

## Ritrovamenti
Gli esemplari sono oggi conservati in vari musei, come quelli di Firenze e Berlino.

## Legende ed epigrafia
Le monete hanno più legende: 
- Nuvkrinum Alafaternum, indicazione del nome della città in alfabeto osco. La scritta è retrograda, cioè il testo corre da destra verso sinistra;
- Arasnei o Arnsnei, integrate come (S)Arasne(is) o (S)Arnsne(is) o (S)Aranine(r);
- Rgvinum Ra//...anum, integrata come R(e)gvinum Ra(val)anum.

Le iscrizioni si riferiscono al nome della città; all'etnico "Sarnensis", relativo alla valle del fiume Sarno, abitata dai nucerini (dal quale deriverebbe l'etnico Sarrastri, noto alle fonti antiche; la terza iscrizione non compare completa su nessuna moneta. Si trova solo sulle monete di bronzo, e si riferisce probabilmente ad un organismo di tipo tribale maturato nell'ambito dell'ethnos di Nuceria.
L'alfabeto osco o umbro sono utilizzati da diverse città, anche sotto la dominazione romana, come Iguvium, Tuder, Teanum.

## Pesi e leghe
Il didracma d'argento presenta un peso tra i 7,2 e i 7,3 grammi, secondo il piede campano che prevedeva un didracma (o statere) dal peso di circa 7,5 grammi suddiviso in due dracme.
Le monete di bronzo presentano un peso che varia dai 3 ai 6 grammi.

### Collezioni
- (EN) Sidney William Grose, The Fitzwilliam Museum: Catalogue of the Mc Clean Collection of Greek Coins. vol. I: Italy and Sicily, Cambridge, 1923.
- (EN) Joan E. Fisher (a cura di), SNG American Numismatic Society Part 1: Etruria-Calabria, New York, American Numismatic Society, 1969.
- (EN) Willy Schwabacher - Niels Breitenstin (a cura di), SNG Copenhagen, Vol. One: Italy, Sicily, Copenhagen, Danish National Museum, 1981.
- (FR) Anna Rita Parente (a cura di), SNG France, Vol. 6, Part 1: Italie (Étrurie-Calabre), Parigi, Bibliotèque Nationale de France / Numismatica Ars Classica, 2003.